# گامبورو (دلاویر)
گامبورو (به انگلیسی: Gumboro) یک منطقهٔ مسکونی در ایالات متحده آمریکا است که در شهرستان ساسکس، دلاویر واقع شده‌است. گامبورو ۱۳٫۱۱ متر بالاتر از سطح دریا واقع شده‌است.